# Helmut Schreiber (Schauspieler)

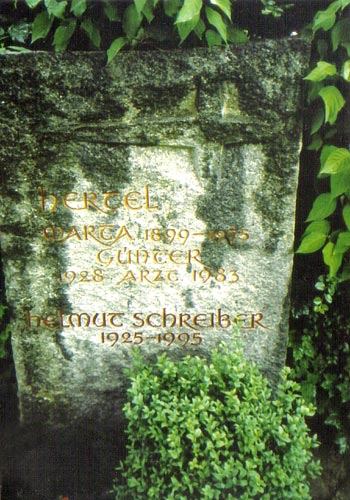
Grab von Helmut Schreiber

Helmut Schreiber (* 16. November 1925 in Mühlhausen; † 10. Februar 1995 in Bad Reichenhall) war ein deutscher Schauspieler, Autor, Regisseur und Synchron- und Hörspielsprecher, der vor allem durch seine Darstellung in über 100 DEFA- und DFF-Filmen Bekanntheit erlangte.

## Leben

### Ausbildung und Schauspielarbeiten
Helmut Schreiber studierte zunächst Philosophie, Germanistik und Kunstgeschichte. Dem schloss sich ein künstlerisches Studium im Bereich Regie und Schauspiel an einer Theaterhochschule an. Nach 1945 war er kurzzeitig als Arbeiter, dann als Regieassistent tätig. Sein Schauspieldebüt gab er in Bad Hersfeld, Engagements in Karl-Marx-Stadt, Dresden und Leipzig folgten.
1954 gab Schreiber unter der Regie von Slatan Dudow als Hackelbusch sein Filmdebüt in dem DEFA-Kriegsfilm Stärker als die Nacht. Seitdem wirkte er in über 100 Film- und Fernsehproduktionen der DEFA und des Deutschen Fernsehfunks (DFF) und war festes Mitglied des DEFA-Schauspielensembles. Dabei wurde er häufig als negativer Held und Widersacher besetzt, konnte aber auch in einigen Rollen sein komödiantisches Talent zeigen.
Herausragend waren dabei seine Rolle als Major des amerikanischen Geheimdienstes im Spionagestreifen For Eyes Only (1963) und als Dompteur Dittrich im Zirkusfilm Schwarze Panther (1966), bei der sich Schreiber als Raubtierbändiger mit der weltbekannten Dressurnummer von Hanno Coldam präsentierte. Gottfried Kolditz besetzte ihn 1970 als Gaston für den Science-Fiction-Film Signale – Ein Weltraumabenteuer an der Seite von Gojko Mitić.
Populär wurde Schreiber vor allem durch seine Mitwirkung in den DEFA-Märchenfilmen, so als König Heinz Eduard in König Drosselbart (1965), als Vater und König von Prinzessin Rosalinda in Dornröschen (1971), als Baron in Hans Röckle und der Teufel (1974), als Jäger Bertram in Schneeweißchen und Rosenrot (1979) und 1986 in der Rolle des Kasimir in Der Bärenhäuter, was zeitgleich sein letzter Kinofilm war. Ebenso war er insbesondere für seine Rollen in den DEFA-Indianerfilmen, wo Schreiber oftmals als Bösewicht auftrat, bekannt. In Spur des Falken  (1968) und dessen Fortsetzung Weiße Wölfe (1969) übernahm er die Rolle des Samuel Blake, wobei er Einfluss auf die Drehbücher und so auch mit auf seine Rolle nehmen konnte. Für seine in den Filmen gezeigten Stunts erhielt er den Titel Ehrenkaskadeur.
1988 besetzte ihn Rainer Bär in seiner letzten Rolle vor der Kamera an der Seite von Götz Schubert in dem Fernsehfilm Der Geisterseher, der auf dem gleichnamigen Romanfragment Friedrich Schillers basiert.

### Weitere Tätigkeiten
Schreiber arbeitete beim Theater und Film auch als Regisseur und Drehbuchautor, vor allem realisierte er eine Vielzahl an Dokumentationen und schrieb Kindergeschichten wie für die Sendung Jan und Tini auf Reisen und Werke für Ballettaufführungen. 1974 drehte er mit Leipzig – nicht nur eine Messe wert eine Dokumentation für seine Wahlheimat, die zeitweise als verschollen galt. 1980 trat Schreiber die Nachfolge von Walter E. Fuß an und moderierte bis 1985 die Kindersendung Flimmerstunde. Darüber hinaus betätigte er sich als Synchron- und Hörspielsprecher.

### Privates und Tod
Schreiber war mit der polnischen Schauspielerin Zofia Słaboszowska (1933–2004), mit welcher er wiederholt vor der Kamera stand, verheiratet. Das Paar lebte von 1959 bis 1988 im Leipziger Stadtteil Gohlis.
Ende der 1980er Jahre zog sich Schreiber aus der Öffentlichkeit zurück, siedelte in die Bundesrepublik Deutschland über und lebte ab 1988 zurückgezogen in Bad Reichenhall im Berchtesgadener Land, wo er im Februar 1995 im Alter von 69 Jahren in Folge eines Herzinfarkts starb. Er wurde auf dem Friedhof Salzburghofen im oberbayerischen Freilassing beigesetzt.

## Filmografie

### Kino
- 1954: Stärker als die Nacht
- 1958: Das Lied der Matrosen
- 1960: Schritt für Schritt
- 1961: Ein Sommertag macht keine Liebe
- 1961: Das Rabauken-Kabarett
- 1961: Der Tod hat ein Gesicht
- 1963: Nebel
- 1963: Koffer mit Dynamit (Praha nultá hodina)
- 1963: For Eyes Only
- 1963: Sonntagsfahrer
- 1964: Mir nach, Canaillen!
- 1964: Als Martin vierzehn war
- 1965: Die Abenteuer des Werner Holt
- 1965: Mörder auf Urlaub/Sankt Stephan
- 1965: Chronik eines Mordes
- 1965: König Drosselbart
- 1966: Die Söhne der großen Bärin
- 1966: Spur der Steine
- 1966: Schwarze Panther
- 1967: Die gefrorenen Blitze
- 1967: Chingachgook, die große Schlange
- 1967: Brot und Rosen
- 1967: Turlis Abenteuer
- 1968: Der Mord, der nie verjährt
- 1968: Schüsse unterm Galgen
- 1968: Spur des Falken
- 1968: Mord am Montag
- 1968: Abschied
- 1969: Weiße Wölfe
- 1969: Seine Hoheit – Genosse Prinz
- 1970: Signale – Ein Weltraumabenteuer
- 1970: Der rote Reiter
- 1971: Dornröschen
- 1971: Husaren in Berlin
- 1972: Einer ist Sarajevo (Valter brani Sarajevo)
- 1972: Tecumseh
- 1973: Das zweite Leben des Friedrich Wilhelm Georg Platow
- 1973: Wolz – Leben und Verklärung eines deutschen Anarchisten
- 1974: Hans Röckle und der Teufel
- 1974: … verdammt, ich bin erwachsen
- 1975: Punane viiul
- 1975: Till Eulenspiegel
- 1977: Trini
- 1977: DEFA Disko 77
- 1978: Severino
- 1978: Ein Sonntagskind, das manchmal spinnt
- 1978: Anton der Zauberer
- 1979: Des Henkers Bruder
- 1979: Schneeweißchen und Rosenrot
- 1980: Peters Jugend (Yunost Petra)
- 1983: Der Scout
- 1983: Zille und ick
- 1983: Moritz in der Litfaßsäule
- 1984: Der Mann mit dem Ring im Ohr
- 1985: Der Doppelgänger
- 1986: Der Bärenhäuter

### Fernsehen

#### Fernsehfilme
- 1961: Gewissen in Aufruhr (Fünfteiler, 2 Teile)
- 1965: Der Nachfolger
- 1966: Geisterkomödie
- 1968: Treffpunkt Genf
- 1969: Hans Beimler, Kamerad (Vierteiler)
- 1970: Tscheljuskin
- 1971: Artur Becker (Dreiteiler)
- 1971: Über ganz Spanien wolkenloser Himmel (Dreiteiler)
- 1971: Das letzte Wort
- 1971: Verwandte und Bekannte (Dreiteiler)
- 1972: Das Geheimnis der Anden (Fünfteiler, 2 Teile)
- 1974: Die Explosion auf der Maine
- 1977: Ernst Schneller
- 1977: Die Verführbaren
- 1978: Der gepuderte Mann im bunten Rock
- 1978: Gefährliche Fahndung (Siebenteiler, 3 Teile)
- 1978: Glücksperlen
- 1979: Spurensucher
- 1980: Wie das Leben so spielt
- 1981: Adel im Untergang
- 1985: Sachsens Glanz und Preußens Gloria (Sechsteiler, 2 Teile)
- 1986: Die letzten Tage des Georg W.
- 1988: Der Geisterseher

#### Fernsehserien und -reihen
- 1967: Hannes Scharf (Folge Auf Freiersfüßen)
- 1967: Blaulicht (Folge Der vierte Mann)
- 1969: Drei von der K (Folge Der Mann, der tot sein wollte)
- 1969: Rendezvous mit unbekannt (Folge Ferien am See)
- 1972: Der Adjudant (2 Folgen)
- 1972: Der Staatsanwalt hat das Wort: Der Anruf kam zu spät
- 1973: Stülpner-Legende (6 Folgen)
- 1977: Zur See (5 Folgen)
- 1980: Archiv des Todes (2 Folgen)
- 1982: Rächer, Retter und Rapiere (Folge Das Raubgesindel)
- 1984: Front ohne Gnade (Folge Unternehmen Feuerball)
- 1984: Familie intakt (9 Folgen)
- 1984: Mensch, Oma! (Folge Kinder, Kinder...!)

### Synchronisation
- 1954: Liebe in Moll (Casta diva, als Felice Romani) für Luigi Tosi
- 1961: Das purpurrote Segel (Алые паруса, Alyje parussa, als Vater) für Pawel Massalski

## Hörspiele (Auswahl)
- 1959: Gerhard Hartmann: Sturm über Queen Maud-Land (belgischer Stationsarzt) – Regie: Günter Bormann (Hörspiel – Rundfunk der DDR)[5]